# Theodore Roberts
Theodore Roberts (San Francisco, 8 ottobre 1861 – Hollywood, 14 dicembre 1928) è stato un attore statunitense.

## Biografia
Nato a San Francisco nel 1861, Theodore Roberts lavorò per decenni come attore teatrale prima di avvicinarsi al cinema. Nel 1914, ebbe la sua prima parte in un film diretto da Cecil B. DeMille, regista per cui interpretò negli anni seguenti numerosi film, dove appariva spesso anche tra gli interpreti principali. Non essendo più giovanissimo, gli venivano affidati ruoli di padre nobile o di signore distinto. Nel 1915 fu, nel ruolo dello sceriffo, uno dei protagonisti di La fanciulla del West di DeMille. In Mr. Grex of Monte Carlo, interpretò il ruolo che dà il titolo al film. Tra le sue partner ci fu il celebre soprano Geraldine Farrar e recitò anche, più di una volta, con Mary Pickford. Lavorò spesso a fianco di Tom Forman e Thomas Meighan, famosi attori del muto.
Nella sua carriera durata fino al 1929, girò oltre un centinaio di film. Apparve anche in alcuni documentari e in pellicole in ruoli di cameo.

## Spettacoli teatrali
- We'Uns of Tennessee (Broadway, 9 maggio 1899)
- Arizona (Broadway, 10 settembre 1900)
- Uncle Tom's Cabin (Broadway, 4 aprile 1901)
- Don Caesar's Return (Broadway, 3 settembre 1901)
- Heidelberg (Broadway, 15 dicembre 1902)
- Jim Bludso of the Prairie Belle  (Broadway, 5 gennaio 1903)

- The Squaw Man, regia di Edwin Milton Royle (Broadway, 23 ottobre 1905)

## Filmografia
- The Call of the North, regia di Oscar Apfel e Cecil B. DeMille (1914)
- The Making of Bobby Burnit, regia di Oscar Apfel (1914)
- Where the Trail Divides, regia di James Neill (1914)
- What's His Name, regia di Cecil B. DeMille (1914)
- Ready Money, regia di Oscar Apfel (1914)
- The Man from Home, regia di Cecil B. DeMille (1914)
- The Circus Man, regia di Oscar Apfel (1914)
- The Ghost Breaker, regia di Oscar Apfel e Cecil B. DeMille (1914)
- La fanciulla del West (The Girl of the Golden West), regia di Cecil B. DeMille (1915)
- After Five, regia di Oscar Apfel e Cecil B. DeMille (1915)
- The Governor's Lady, regia di George Melford (1915)
- The Unafraid, regia di Cecil B. DeMille (1915)
- The Captive, regia di Cecil B. DeMille (1915)
- The Woman, regia di George Melford (1915)
- Temptation, regia di Cecil B. DeMille (1915)
- Stolen Goods, regia di George Melford (1915)
- The Wild Goose Chase, regia di Cecil B. DeMille (1915)
- The Arab, regia di Cecil B. DeMille (1915)
- The Fighting Hope, regia di George Melford (1915)
- The Secret Orchard, regia di Frank Reicher (1915)
- The Marriage of Kitty, regia di George Melford (1915)
- The Case of Becky, regia di Frank Reicher (1915)
- Mr. Grex of Monte Carlo, regia di Frak Reicher (1915)
- The Unknown, regia di George Melford (1915)
- The Immigrant, regia di George Melford (1915)
- Pudd'nhead Wilson, regia di Frank Reicher (1916)
- The Trail of the Lonesome Pine, regia di Cecil B. DeMille (1916)
- The Sowers, regia di William C. de Mille e Frank Reicher (1916)
- The Thousand-Dollar Husband, regia di James Young (1916)
- The Dream Girl, regia di Cecil B. DeMille (1916)
- Common Ground, regia di William C. de Mille (1916)
- Anton the Terrible, regia di William C. de Mille (1916)
- The Storm, regia di Frank Reicher (1916)
- Unprotected, regia di James Young (1916)
- The Plow Girl, regia di Robert Z. Leonard (1916)
- Giovanna d'Arco (Joan the Woman), regia di Cecil B. DeMille (1916)
- All-Star Production of Patriotic Episodes for the Second Liberty Loan (1917)
- The American Consul, regia di Rollin S. Sturgeon (1917)
- A Child of the Wild, regia di John G. Adolfi (1917)
- The Cost of Hatred, regia di George Melford (1917)
- What Money Can't Buy, regia di Lou Tellegen (1917)
- The Varmint, regia di William Desmond Taylor (1917)
- The Little Princess, regia di Marshall Neilan (1917)
- Nan of Music Mountain, regia di George Melford e, non accreditato, Cecil B. DeMille (1917)
- The Devil-Stone, regia di Cecil B. DeMille (1917)
- A Petticoat Pilot, regia di Rollin S. Sturgeon (1918)
- The Hidden Pearls, regia di George H. Melford (George Melford) (1918)
- Wild Youth, regia di George Melford (1918)
- Il giglio selvatico (M'liss), regia di Marshall Neilan (1918)
- Old Wives for New, regia di Cecil B. DeMille (1918)
- We Can't Have Everything, regia di Cecil B. DeMille (1918)
- The Source, regia di George Melford (1918)
- The Girl Who Came Back, regia di Robert G. Vignola  (1918)
- Such a Little Pirate, regia di George Melford (1918)
- Il cavaliere dell'Arizona (Arizona), regia di Douglas Fairbanks e Alan Parker (1918)
- The Squaw Man, regia di Cecil B. DeMille  (1918)
- The Only Way (1919)
- Peg o' My Heart, regia di William C. de Mille (1919)
- Perché cambiate marito? (Don't Change Your Husband), regia di Cecil B. DeMille (1919)
- The Winning Girl, regia di Robert G. Vignola (1919)
- The Poor Boob, regia di Donald Crisp (1919)
- The Roaring Road, regia di James Cruze (1919)
- For Better, for Worse, regia di Cecil B. DeMille (1919)
- Fires of Faith, regia di Edward José (1919)
- The Woman Thou Gavest Me, regia di Hugh Ford (1919)
- You're Fired, regia di James Cruze (1919)
- Secret Service, regia di Hugh Ford (1919)
- Love Insurance, regia di Donald Crisp (1919)
- What Every Woman Learns, regia di Fred Niblo (1919)
- Hawthorne of the U.S.A., regia di James Cruze (1919)
- Male and Female, regia di Cecil B. DeMille (1919)
- Everywoman, regia di George Melford (1919)
- Sogno e realtà (Suds), regia di John Francis Dillon (1920)
- Quarta velocità (Double Speed), regia di Sam Wood (1920)
- Judy of Rogue's Harbor, regia di William Desmond Taylor (1920)
- Scusi se le faccio mangiare polvere (Excuse My Dust), regia di Sam Wood (1920)
- Something to Think About, regia di Cecil B. DeMille (1920)
- Sweet Lavender, regia di Paul Powell (1920)
- The Furnace, regia di William Desmond Taylor (1920)
- Forbidden Fruit, regia di Cecil B. DeMille (1921)
- The Love Special, regia di Frank Urson (1921)
- Sham, regia di Thomas N. Heffron (1921)
- Too Much Speed, regia di Frank Urson (1921)
- Fragilità, sei femmina! (The Affairs of Anatol), regia di Cecil B. DeMille (1921)
- Exit the Vamp, regia di Frank Urson (1921)
- Contro corrente (Hail the Woman), regia di John Griffith Wray (1921)
- Miss Lulu Bett, regia di William C. de Mille (1921)
- La coppia ideale (Saturday Night), regia di Cecil B. DeMille (1922)
- Across the Continent, regia di Phil Rosen (1922)
- Our Leading Citizen, regia di Alfred E. Green (1922)
- If You Believe It, It's So, regia di Tom Forman (1922)
- The Old Homestead, regia di James Cruze (1922)
- The Man Who Saw Tomorrow, regia di Alfred E. Green (1922)
- Spalle al muro (Grumpy), regia di William C. de Mille (1923)
- Jazz-Band (Prodigal Daughters), regia di Sam Wood (1923)
- Racing Hearts, regia di Paul Powell (1923)
- Stephen Steps Out, regia di Joseph Henabery (1923)
- I dieci comandamenti (The Ten Commandments), regia di Cecil B. DeMille (1923)
- To the Ladies, regia di James Cruze (1923)
- Locked Doors, regia di William C. de Mille (1925)
- Forty Winks, regia di Paul Iribe e Frank Urson (1925)
- The Cat's Pajamas, regia di William A. Wellman (1926)
- La maschera del diavolo (The Masks of the Devil), regia di Victor Sjöström (1928)
- Ned McCobb's Daughter, regia di William J. Cowen (1928)
- Vicini rumorosi (Noisy Neighbors), regia di Charles Reisner (1929)